# MÁV 327 sorozat
A MÁV 327 sorozatú gőzmozdonya a magyar vasút fénykorának jellegzetes, a hazai mozdonyépítés sajátos stílusjegyeit magán viselő, kecses vonalú alkotása volt, mely az alacsonyabb tengelyterhelésű fővonalak gyorsvonatainak továbbítására készült és jó fél évszázadon keresztül teljesítettek szolgálatot nem csak Magyarország, de a legtöbb szomszédos állam vasútvonalain is.

## Kifejlesztése
A Magyar Királyi Államvasutak erősebb felépítménnyel átépített Budapest–Bécs vasútvonalán az 1900-as években több korszerű mozdonytípust állított szolgálatba: előbb a 202, majd a 203 sorozatú Atlantic típusú gyors- és 322 sorozatú 1'C1' tengelyelrendezésű személyvonati mozdonyokat, utóbb pedig a 2'C1' tengelyelrendezésű 301 sorozatú gyorsvonati mozdonyokat szerezték be. A MÁV többi, még mindig csak 14 t (+3%) tengelyterhelésre engedélyezett fővonalán azonban e típusok nem közlekedhettek. Ezeken továbbra is csak a századforduló előtt tervezett 2'B-tengelyelrendezésű 220 és 222 sorozatú mozdonyok továbbították a személy- és gyorsvonatokat, melyek teljesítménye már nem volt elegendő. Bár a vasúttársaság átmenetileg 323 és a 324 sorozatú mozdonyait osztotta be a nagyobb terhelésű személyszállító vonatok továbbítására, 75 km/órában maximált legnagyobb sebességük és a 323-asok megbízhatósága nem volt megfelelő. Ezért az Államvasutak új gyorsvonati gőzmozdonytípus tervezésére írt ki pályázatot. A vontatási feladat könnyű- és közepes terhelésű gyorsvonatok továbbítása volt. A tervezés 1909-ben kezdődött Dvorák Hubert vezetésével a Magyar Királyi Állami Vasgyárak mozdonyszerkesztő szakosztályán.

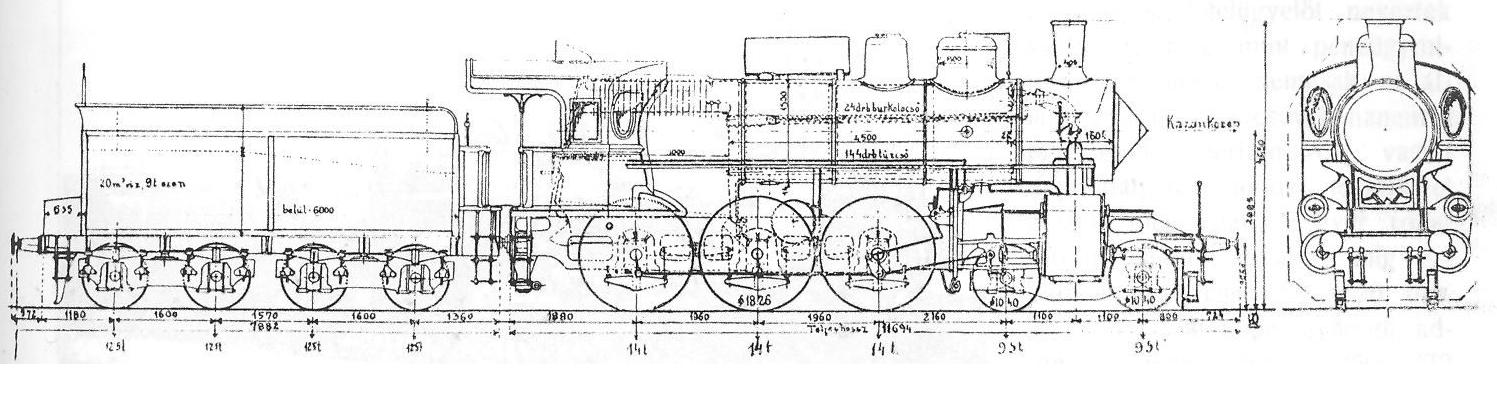
Az ikergépezetű 327,001–002 pályaszámú mozdonyok jellegrajza szerkocsival

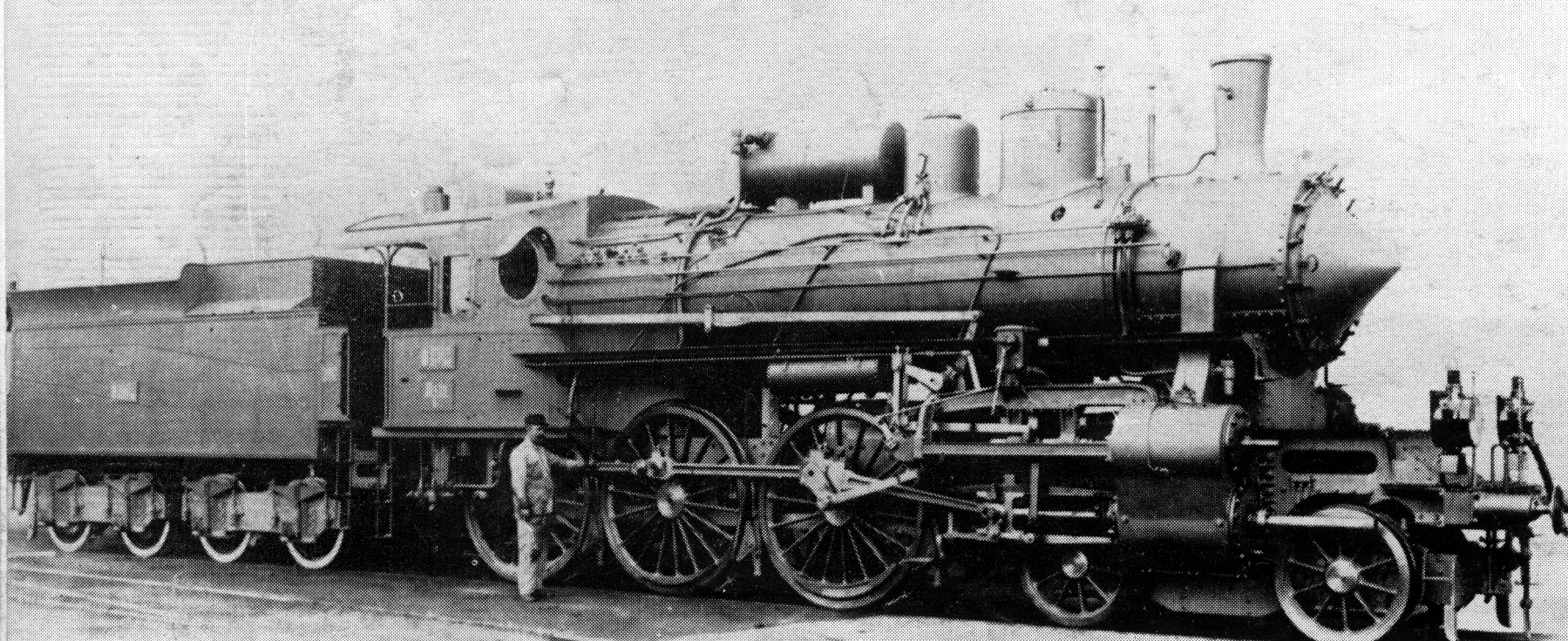
327 sorozatú mozdony kompaund gépezettel

A következő kritériumoknak megfelelő gépet kellett tervezniük: a mozdony sík pályán gyorsvonatot 100 km/h-val továbbítson, 70–80 km/h sebességnél pedig 20–30%-kal nagyobb legyen a terhelhetősége, mint a 324 sorozatú mozdonyoké. A megkívánt teljesítményprogram teljesítéséhez mindenképpen három kapcsolt kerékpár alkalmazására volt szükség. Mivel a hazai tapasztalatok alapján nagyobb sebességekre az elülső vezető futóforgóvázas kivitel kedvezőbb futást biztosított az egyetlen elöli futótengelynél, az új típus számára 2'C (Amerikában „Ten Wheeler” névvel jelölt) tengelyelrendezést választották. Az elrendezés hátránya, hogy az tűzszekrény és a rostély szélességét korlátozták a hátsó hajtott tengely nagy átmérőjű kerekei, melyek közé az állókazán benyúlt.
1911-re már sikeresen lezárultak a kísérletek az első hazai túlhevített gőzű mozdonyokkal, így az új típus már túlhevítővel ellátott kazánnal készült. Nem született ugyanakkor még egyértelmű válasz arra, hogy túlhevített gőz esetén az iker- vagy a kompaund gépezet alkalmazása előnyösebb. A két rendszer összehasonlításához az 1912 áprilisa és júliusa között átadott négy db prototípus mozdonyból kettő – 1021 gyári típusként – iker gépezettel (327,001–002), kettő pedig – 1031 szerkezetszámon – kompaund gépezettel (327,501–502) készült.
Az első 327-esek egységára 121 455 korona volt.
A mozdonyok a Monarchiában ekkor kötelező módon hadijelet is kaptak, mely ennél a típusnál  {\displaystyle {\tfrac {\mathrm {III\ 425} }{\mathrm {A} _{1}}}}  lett.

## Szerkezete
A 327 sorozatú mozdonyok tehát belső keretes, 2'C tengelyelrendezésű, azaz három, a keretbe ágyazott kapcsolt kerékpárral és előttük két, forgóvázba ágyazott futókerékpárral készült túlhevítős, kéthengeres, szerkocsis gőzmozdonyok voltak.

### Kazán
A mozdonyok a Schmidt-rendszerű nagyfüstcsöves túlhevítővel felszerelt kazánjának méretei közel azonosak voltak az iker-túlhevítősre átalakított 202 sorozatú mozdonyok kazánjának méreteivel, noha rostély- és fűtőfelületét kissé megnövelték és szerkezete inkább a 324 sorozatú mozdonyokét követte.
A porosz-, más néven Becker-rendszerű állókazánt a keretlemezek fölé emelve, de a hátsó két kapcsolt tengely kerekei között helyezték el, így külső szélessége lefelé keskenyedett – alul alig 1,28 m széles volt. Az állókazán-köpeny 14 és 16 (kompaund változatnál: 18) mm-es vaslemezekből, a tűzszekrény csőfala 17 és 26 mm-es, míg mennyezete, valamint oldal- és ajtófalai 14 mm-es lemezekből készültek. A tűzszekrénybe lángboltozatot is építettek. Az állókazán hátfala a tömegcsökkentés miatt a függőlegestől eltérő szögben felfelé előre hajlott. A tüzelőajtó MÁV-szabvány szerinti, kör alakú volt. Az állókazán rákfalának mélysége és a tűzszekrény csőfal oldali magassága – így a kazán gőzterének magassága is – megegyezett a 324 sorozatéval. Az ikergépezetű mozdonyoknál az állókazán mozdonysátorba nyúló részét azbesztpaplannal burkolták. Az 1:13,6 lejtésű rostély három részből állt és az első szegmensét buktatni lehetett. A hamuláda elejére és fenekére csappantyúkat szereltek, melyeket a mozdonysátorból rudazattal lehetett működtetni.
A 4590 mm hosszúságú hosszkazán 1,5 méteres belső átmérője megegyezett a 324 sorozatéval. A hosszkazánt három, 14 és 16 mm-es folytvas lemezekből álló övből szegecselték össze és a tengelye (középvonala) a sínkorona fölött 2885 mm magasan húzódott. A kazánt a szokásos módon a füstszekrény alatt, a füstszekrénytartónál rögzítették a kerethez, így hátrafelé dilatálhatott.
Az első kazánövön helyezték el a gőzdómot, a második övre a homoktartály került. A 327,501–502 pályaszámú mozdonyok kazánjának harmadik övére nyolccellás Pecz–Rejtő-féle vízszintes elrendezésű víztisztítót szereltek. A hosszkazán alján két kimosónyílást alakítottak ki. A gőzdómra 2 db közvetett terhelésű rugómérleges biztonsági szelep került. A gőzdómban helyezték el a lemezes (illetve a 327,002-nél kísérletképpen centrifugális) vízelválasztót és a függőleges tolattyútükörrel készült kettős síktolattyús gőzszabályzót, melynek szabályozó rudazatát a kazánon belül vezették el. Innen a gőz a szokásos módon túlhevítő gőzgyűjtőszekrényének nedvesgőz-kamrájába, majd a túlhevítőelemeken át a túlhevítettgőz-kamrájába jutott, ahonnan a gőzhengerekhez áramlott. A gőzdómból cső vezetett az állókazán hátfalán baloldalt kialakított kis szerelvényfejhez, és ebből a vezetékből egy, a légsűrítőhöz vezető cső ágazott ki. Külön csövek vezettek a gőzdómból a lövettyűkhöz is.
A hosszkazánba 131 darab 46,5/52 mm átmérőjű folytvas tűzcsövet és négy sorban összesen 24 db 119/127 mm átmérőjű füstcsövet építettek. A tűzcsöveket vörösrézkúpokkal rögzítették a csőfalakba. A füstcsövekbe 27/34 mm átmérőjű csövekből álló túlhevítőelemek kerültek. A túlhevítőelemek fűtőfelülete a közvetett gőzfejlesztő fűtőfelület kb. ¼-e volt – ez az érték a későbbi túlhevítős mozdonyokéhoz képest aránylag kicsinek, kifejlesztése idején viszont átlagosnak számított.
Az 1604 (a kompaund változatnál 1622) mm hosszú füstszekrényben helyezték el az amerikai rendszerű szikrafogót, az állandó keresztmetszetű gőzfúvót és a túlhevítő gőzgyűjtőszekrényét. A túlhevítés szabályozása túlhevítő-védőszekrénnyel és az azon elhelyezett csappantyúkkal történt, melyeket egy kis gőzhenger (az ún. szervomotor vagy automata) mozgatott. A kúpos alakú kémény 758 mm hosszúsággal, alul 380, felül 445 mm belső átmérővel készült. A kémény felső részét, melyre galléros pernyeelterő is került, szükség esetén leszerelhették. Az egyszárnyú, kör alakú füstszekrényajtóra korszak magyar gyorsvonati mozdonyaira oly' jellemző kúpos toldatot szereltek. Zárása a pereménél körben elhelyezett kallantyúkkal történt. A kazánt 2 db Friedmann-rendszerű SZ. osztályú nem szívó, 11 mm-es nyílású ún. „restarting” frissgőz-lövettyű táplálta vízzel. A bal oldali lövettyű tápcsövéből ágazott ki a szénlocsoló, míg jobb oldali lövettyűtől a hamuszekrény-locsoló indult ki.

### Gépezet
A két, kereten kívül vízszintesen elhelyezett gőzhenger a korábban készült 202 és 203 sorozatú mozdonyoknál alkalmazottal megegyezően az első kapcsolt kerékpárt hajtotta. Ez az elrendezés a kazánt a kereten hátrébb tolja, így a kazán tömegének nagyobb része jut a kapcsolt tengelyekre, tehát a mozdony tömegének nagyobb hányada szolgálja a tapadást. A kompaund változatnál a megszokott módon a nagynyomású hengert a keret jobb, míg a kisnyomásút a bal oldalára szerelték. A gőzhengerek folytvas beömlőcsövei mindkét oldalon 140/152 mm átmérőjűek és 2,55 m hosszúak, szintén folytvas kiömlőcsövei 179/191 mm átmérőjűek és 650 mm hosszúak voltak. A kiömlőcsövek a kéménnyel azonos vonalba kerültek. (A kompaund változatnál nagynyomású henger szintén 2,55 m hosszú folytvas beömlőcsöve 147/159 mm átmérővel készült. A kompenzáló cső 200 mm belső átmérőjű fémöntvény volt, míg a kisnyomású henger kiömlőcsöve 230 mm belső átmérővel, öntöttvasból készült.) A jobb oldali forgattyút a bal oldalihoz képest 90°-kal előbbre ékelték a kerékpártengelyre. A dugattyúrúd átmenő rendszerű volt; elöl a rúdvezeték tömszelence nélkül, zárt hüvelyben futott, hátul a dugattyúrudak tömszelencéi Schmidt-rendszerű fémtömítéssel készültek. A keresztfejek kétvezetékesek, a hajtó- és csatlórudak I-keresztmetszetűek  voltak.
A gőzhengerek üresjárati munkájának (ellenállásának) csökkentésére a henger elülső és hátsó dugattyúterét összekötő nyitható nyomáskiegyenlítő váltót (melynek mozgató emeltyűje az állókazán jobb oldalára került), a hengerfedelekre (a  kompaund változatnál az átömlőre is) ún. Ricour-szelepet szereltek. A hengerekre a vízütés elkerülésére ún. kompresszió-szelep is került. A kompaund mozdonyok gépezetét egyszerű Borries-rendszerű indítókészülékkel is ellátták. A hengerek legnagyobb töltése mindkét irányban 80% (a kompaund változatnál 76%) volt.
A gőzhengerek belső beömlésű, széles, rugalmas, önfeszítő gyűrűs hengeres tolattyúit ellenforgattyús Heusinger–Walschaert-rendszerű vezérművek szabályozták. A tolattyúk átmérője 354 mm (míg a kompaund változat kisnyomású tolattyújáé 430 mm), belső túlfedése 35 mm, külső túlfedése 0 értékű volt. (A kompaund változat nagynyomású tolattyúja 36 mm belső és 7 mm-es negatív külső, míg kisnyomású tolattyúja 26,5 mm belső és 0 értékű külső túlfedéssel készült.) Az ellenforgattyú előremenetben a forgattyút közel 90°-kal megelőzte, más szóval a forgattyúhoz képest előresietőként ékelték föl. Ennek és a belső beömlésnek megfelelően előremenetben a lengőívkő a lengőív (kulissza) felső részén helyezkedett el. Ez a korszak hazai mozdonyain általános elrendezés a döntően előremenetben járó mozdonyoknál nem volt előnyös megoldás, mivel a lengőív ágyazásának gyorsabb kopását idézte elő. A kormányvonórúd előremenetnél előre mozdult. A kormányvonórudat kormánycsavarral szabályozták. A kompaund változatnál a két vezérmű az ikergépezetűvel azonos módon egy közös kormányműhöz kapcsolódott.

### Keret, futómű, mozdonysátor
A mozdony 1826 mm futókör-átmérőjű hajtott és kapcsolt- valamint 1040 mm átmérőjű futókerékpárokkal készültek. A tapasztalatok szerint 220 sorozatéval azonos méretű kapcsolt kerekek bizonyultak a legelőnyösebbnek az általában 80–90 km/h sebességű gyorsvonatok továbbításához, így ezt a méretet választották előzőleg a 301, majd később a 328 sorozatnál is. A hajtott tengely 3%-os nikkelacélból, míg a kapcsolt- és futótengelyek folytacélból készültek. A hajtott- és a kapcsolt kerékpárok tengelyeit a tengelyvonalban teljesen átfúrták. A tengelyágy-vezetékeket és a csapágyakat egyedi kenőbeles kenőberendezésekkel látták el.
A belső elrendezésű, szegecseléssel készült keret két, egymástól 1,1 m távolságban lévő 28 mm vastag folytvaslemez hossztartóból állt, melyeket elöl a mellgerenda, hátul a kapocsszekrény kötött össze, közöttük pedig a forgócsapot is befogadó hengermerevítők és a felettük lévő szekrényes füstszekrénytartó, valamint mögötte egy, a keresztfejvezeték-tartónál, és még két további, a kapcsolt tengelyek között elhelyezett, függőleges folytvaslemez-kereszttartó (ún. keretkötő) merevített ki. A mellgerenda mögött és a keresztfejvezeték-tartónál vízszintes keretkötőlemezeket is beszegecseltek. Az első két függőleges tartó felső nyúlványai a hosszkazán haslemezéig nyúltak fel és a hosszkazánt is alátámasztották. A kereszttartókra a tömegcsökkentés érdekében kivágások kerültek. A merev tengelytávolság csökkentésére a kapcsolt kerékpárokat a keretbe egymáshoz olyan közel ágyazták, amennyire csak a fékrudazat azt lehetővé tette. A tengelyágytokok keretkivágásait acélöntésű ágyvezetékek merevítették, valamint a keretlemezeknek a kivágásoknál lévő nyúlványait alul összekötő ún. kötővasak fogták össze. Az ágytokok kopásai húzóékekkel utánállíthatóak voltak. A hajtó- és kapcsolt kerékpárok hordrugóit, melyek méretei megegyeztek a 324 sorozatnál alkalmazottakkal, himbák kötötték össze és a tengelyek alatt helyezték el.
A 2200 mm tengelytávolságú elülső futóforgóváz kerete 25 mm vastag lemezekből készült. A terhelést a forgóvázkeretre gömbcsészés ágyazású forgócsap és tekercsrugóra támaszkodó oldalsó csúszópofák vitték át. Ezek a tekercsrugók azonosak voltak a 222 sorozatéval. A forgócsap a főkeretben oldalirányban 85–85 mm-t tudott elmozdulni, középállásba pedig laprugók terelték vissza. A forgócsap a forgóváz tengelytávolságának felezővonalában helyezkedett el. A futókerékpárok hordrugói, melyek megegyeztek a 475 sorozat hordrugóival, a tengelyek fölött helyezkedtek el. A 327,001–002 pályaszámú mozdonyok futóforgóvázát a kapcsolt kerékpárcsoporthoz 180 mm-rel közelebb építették és ugyanennyivel volt rövidebb a mozdony szélső tengelytávja is a 327,501–502 pályaszámúakéhoz viszonyítva.
A mozdonysátor homlokát a nagy sebességre való tekintettel csonka ék alakúra készítették és rajta egy-egy ovális forgóablakot alakítottak ki, mely fölé védőernyőt szereltek. Oldalra egy fix- és egy tolóablak, a sátortetőre szellőző, míg belső oldalára tetőlámpa került.

### Segédberendezések
A mozdonyra egy 14″-os, vízszintes elrendezésű, Westinghouse-rendszerű fékhengert szereltek. A sűrített levegőt egy, a mozdony hosszkazánjának bal oldalán elhelyezett Westinghouse-rendszerű, egyfokozatú, F jellegű légszivattyú termelte. A féktuskók a mozdony hajtott kerékpárjait elölről fékezték, míg a futóforgóváz kerékpárjai a MÁV mozdonyainál szokásos módon fékezetlenek voltak. A fékrudazat nyomáskiegyenlítő szerkezettel készült. Az összes féktuskóerő a tapadási súly 65, a teljes mozdonysúly 43,9%-a volt. A sebességet egy, a hátsó kapcsolt kerékpárról meghajtott 12 másodperces Haushälter-rendszerű sebességmérő mérte. A gőzben lévő alkatrészek kenéséről egy 10 nyílású Friedmann-rendszerű LD jelű dugattyús melegalkatrész-kenőszivattyú gondoskodott. Kedvezőtlen tapadási viszonyok esetén sűrített levegővel működtethető homokoló juttatott homokot a kapcsolt kerékpárok elé. Az első futókerékpár nyomkarimáját a légszivattyúból távozó olajos gőz kente. A korai szállítású mozdonyokat hagyományos bajor rendszerű nagynyomású gőzfűtési berendezéssel látták el. A 327,501 pályaszámú mozdonyon kísérletképpen Pintsch-rendszerű olajvilágítást alkalmaztak.

### Szerkocsi
A 327 sorozatú mozdonyokhoz a Magyar Királyi Állami Vasgyáraknál 34 szerkezetszámon új, négytengelyes, kétforgóvázas szerkocsi készült. A szerkocsik az R jellegmegjelölést, valamint a hozzájuk tartozó mozdony sorozatjelét és pályaszámát (R327,001– és R327,501–) kapták.

## Próbamenetek
Az 1912. augusztus–szeptember hóban a Budapest–Érsekújvár–Pozsony vonalon megtartott összehasonlító próbák során mindkét kivitelt azonos körülmények között részletes vizsgálatoknak vetették alá. A próbameneteken a 327,502 és a 327,002 pályaszámú mozdonyok vettek részt. Az előpróbák tapasztalatai alapján a kompaund mozdony tolattyúinak külső túlfedéseit negatív irányba (a nagynyomású hengernél -10, a kisnyomású hengernél -6 mm értékre) megnövelték, így a jármű futása nyugodtabbá vált.
A kísérleti vonatok 40 és 58 tengelyűek voltak. A próbák során felhasznált 6500–7000 kalória fűtőértékű dombraui szénkeverékek eltüzelése során 325–343 °C-os túlhevítést értek el.
A 327,502 pályaszámú gép az egyik próbamenete során 499 tonnás szerelvénnyel 93 km/h legnagyobb sebességet ért el, miközben a szerkocsi vonóhorgán mérve átlag 801 lóerő effektív teljesítményt fejtett ki. A menet során a gépezet indikált teljesítménye elérte az 1518 LE-t.
Egy hónappal később a 327,002 pályaszámú mozdony egy 508 tonnás szerelvénnyel 92 km/h legnagyobb sebességet ért el, a menet során a szerkocsi vonóhorgán mérve átlag 760 lóerő effektív teljesítményt kifejtve. A menet során a gépezet legnagyobb indikált teljesítménye 1452 LE volt.
A kísérleti eredmények kimutatták, hogy ugyan a kompaund gépezetű példány azonos körülmények között kb. 10%-kal nagyobb teljesítményt nyújtott (bár ezt kiegyenlítette az ikergépezetű mozdony jobb gyorsítóképessége), valamint 7–7,5%-kal kevesebb szenet használt el, azonban a gazdaságossági számítások szerint ezt a megtakarítást felemésztették az elsősorban a magasabb kazánnyomásból fakadó karbantartási többletmunka és -idő költségei. Az ikergépezetű mozdony kenőolaj-fogyasztása és a gépezet erőeloszlása is kedvezőbb volt. A már említett, a kompaund gépezet gazdaságos működéséhez szükséges magasabb kazánnyomás a próbaidőszak tapasztalatai alapján az üzemkészséget is kedvezőtlenül befolyásolta, így végül mind a gazdasági, mind az üzemi szempontok miatt az ikergépezetű változat sorozatgyártása mellett döntöttek.
A mozdonyokkal a próbák során 73 t tömegű vonattal 124 km/h legnagyobb sebességet értek el.

## A sorozatgyártás
A típus sorozatgyártása szinte azonnal megkezdődött és igen rövid idő alatt le is zajlott. A 2–2 prototípuson felül a három gyártási sorozatban 46, 50, illetve 40 db 327-es készült. Az első sorozatgyártású példány 1912. novemberében, az utolsó nem egészen két év múlva, 1914. szeptemberében hagyta el a gyárat. A sorozatmozdonyokon a gyártás folyamán több változtatást is eszközöltek: 
- A 327,003 pályaszámtól kezdődően (1022–4 szerkezetszám) a mozdonyok hosszkazánjára a 327,501–502 pályaszámú mozdonyokkal azonos módon nyolccellás Pecz–Rejtő-féle vízszintes elrendezésű víztisztítót szereltek. A hajtórudak hosszát megnövelték (1900 mm-ről 2080 mm-re), míg a mozdonyok szélső tengelytávja a 327,501–502 pályaszámúakéhoz képest nem változott. A prototípus mozdonyokkal ellentétben a gőzfúvó csappantyús kivitelben készült. A tűzszekrény levegő-ellátásának javítására a hamuládára elöl egy második, nyitható csappantyút is szereltek.
- Az állókazán azbesztburkolatát a 327,004 pályaszámtól kezdve elhagyták.
- A 327,049 és annál magasabb pályaszámú mozdonyok (1023–4 szerkezetszám) gőzdómjára a rugómérleges szelepek helyett 2 db 3½″-os MÁV-rendszerű[9] közvetlen rugóterhelésű biztonsági szelep került. Ugyancsak 327,049 pályaszámtól az egyfokozatú légszivattyút Westinghouse-rendszerű kétfokozatú kompresszor váltotta és önműködő légszivattyú-szabályozót szereltek fel. Szintén ettől a példánytól kezdve a bajor rendszerű nagynyomású gőzfűtési berendezést nagynyomású Lancrenon-rendszerű sűrített levegővel kevert gőzzel működő gőzfűtési rendszer váltotta fel.[10]
- A 327,049–050 pályaszámú mozdonyokat kísérletképpen Röck-gyűrűs dugattyúkkal és tolattyúkkal ellátva szállították.
- 327,050 pályaszámtól kezdődően a gőzhengerek beömlőcsövei változatlan átmérő mellett 2,15 m hosszúságúra rövidültek.
- 327,059 pályaszámtól kezdődően a világítást központi acetilénfejlesztő-készülék biztosította.
- A 327,078 pályaszámú mozdonyt kísérletképpen füstemésztő berendezéssel látták el.
- A kémény átmérője a 327,127 pályaszámtól alul és felül is 40 mm-rel (420, illetve 495 mm-re) nőtt.

A 327 sorozatú mozdonyokból végül összesen 140 db készült:

| A 327 sorozat gyártási adatai | A 327 sorozat gyártási adatai | A 327 sorozat gyártási adatai                 | A 327 sorozat gyártási adatai |
| Mozdony szerkezetszám         | Szerkocsi szerkezetszám       | Pályaszám                                     | Gyártási év                   |
| ----------------------------- | ----------------------------- | --------------------------------------------- | ----------------------------- |
| 1021                          | 341                           | 327,001–002                                   | 1912.                         |
| 1022                          | 343                           | 327,003–013 327,014–048                       | 1912. 1913.                   |
| 1023                          | 344                           | 327,049–076; 327,078–082 327,077; 327,083–098 | 1913. 1914.                   |
| 1024                          | 346                           | 327,099–138                                   | 1914.                         |
| 1031                          | 341                           | 327,501–502                                   | 1912.                         |

Az 1913. január 30-án üzembe helyezett 327,023 pályaszámú mozdony volt a Magyar Királyi Állami Vasgyárak 3000-es gyári számát viselő járműve. Az utolsó gyártási széria egységára 123 600,– koronára nőtt, felszereltségtől függően némi szórással.
Karcsú, nyúlánk alakjukkal a legszebb magyar gyártású gőzmozdonyok közé tartoztak. Eleganciájukat növelte a MÁV gyorsvonati mozdonyain akkor szokásos csonka ék alakú védház és a kúpos füstszekrényajtó.
A 327-esek voltak az első, nagy sorozatban túlhevítős kazánnal épült magyar gőzmozdonyok.
A típus fordított állásban (szerkocsival előre) nyílt pályán 45 km/h, C. II. és C. IV. típusú kitérőkben 15 km/h legnagyobb sebességgel közlekedhetett.
A 327 sorozatú mozdonyok MÁV által engedélyezett vonatterheléseit az alábbi táblázat szemlélteti:
| A 327 sorozatú mozdonyok engedélyezett vonatterhelései | A 327 sorozatú mozdonyok engedélyezett vonatterhelései | A 327 sorozatú mozdonyok engedélyezett vonatterhelései | A 327 sorozatú mozdonyok engedélyezett vonatterhelései | A 327 sorozatú mozdonyok engedélyezett vonatterhelései | A 327 sorozatú mozdonyok engedélyezett vonatterhelései | A 327 sorozatú mozdonyok engedélyezett vonatterhelései |
| Pálya- emelkedés                                       | 50 km/h                                                | 60 km/h                                                | 70 km/h                                                | 80 km/h                                                | 90 km/h                                                | 100 km/h                                               |
| ------------------------------------------------------ | ------------------------------------------------------ | ------------------------------------------------------ | ------------------------------------------------------ | ------------------------------------------------------ | ------------------------------------------------------ | ------------------------------------------------------ |
| 0– 3‰                                                  | 840 t                                                  | 600 t                                                  | 480 t                                                  | 370 t                                                  | 280 t                                                  | 210 t                                                  |
| 3– 5‰                                                  | 775 t                                                  | 570 t                                                  | 470 t                                                  | 360 t                                                  | 280 t                                                  | 210 t                                                  |
| 5– 7‰                                                  | 660 t                                                  | 540 t                                                  | 435 t                                                  | 345 t                                                  | 270 t                                                  | 205 t                                                  |
| 8–10‰                                                  | 485 t                                                  | 435 t                                                  | 360 t                                                  | 300 t                                                  | 235 t                                                  | 190 t                                                  |
| 14–16‰                                                 | 285 t                                                  | 280 t                                                  | 260 t                                                  | 220 t                                                  | 185 t                                                  | 155 t                                                  |
| 25‰                                                    | 130 t                                                  | 130 t                                                  | 130 t                                                  | 125 t                                                  | 125 t                                                  | 115 t                                                  |

## Az első évek
A hajtórudak viszonylagos rövidségének köszönhetően a keresztfej-vezetékekre szokatlanul magas, közel 40 kN hajlítóerő adódott. Részben ezért, másrészt mivel a kiváló gőzfejlesztő képességű kazánnak köszönhetően a mozdonyok kezdetben szinte állandóan mintegy 50%-os túlterheléssel közlekedtek, a mozdony hossztartóinak első hajtott kerékpár előtti kisebb övmagasságú részén több esetben repedések jelentkeztek, melyet a keret megerősítésével szüntettek meg. A futási tulajdonságokat ugyanakkor kedvezően befolyásolta a mozdony tengelyelrendezéséhez képest aránylag nagy, 7360 mm-es ún. vezetett hossza. Az első kapcsolt kerékpárra eső terelőerő szintén kedvezően alacsony, 5 kN körüli értékű volt.
Az első világháború alatt a MÁV nem tudott magas lobbanáspontú hengerolajokhoz hozzájutni. Emiatt a 327 sorozatú mozdonyoknál 1917-től két túlhevítőelem kiszerelésével a túlhevítés hőfokát átmenetileg kb. 300 °C-ra csökkentették.
Az első világháború utolsó éveiben a 327-esek közül:
- 57 db (köztük a két kompaund mozdony) a Budapest-központi,
- 21 db a szabadkai,
- 18 db a kolozsvári,
- 17 db a zágrábi,
- 13 db a miskolci,
- 8 db az aradi,
- 6 db pedig a temesvári üzletvezetőség állományába tartozott.

A MÁV mozdonyainak nagyjavítását műhelyei között 1918-tól nem területenként, hanem típusonként osztotta el. Innentől kezdve a 327 sorozat mozdonyainak nagyjavítását kizárólag az Északi Főműhely végezte.

## A két háború között
A vesztes első világháború után az elszakított területeken maradt, majd a tanácsköztársaság bukását követő román megszállás során elhurcolt járművek között a 327 sorozatú  mozdonyok nagy része is a határokon túlra került. Az amúgy is erősen megcsappant állományból a trianoni békeszerződés következtében 1924 végén még további 13 db 327-est kellett Csehszlovákiának átadni. A mozdonyok végső eloszlása az alábbiak szerint alakult:
- MÁV: 25 db
- CFR: 61 db
- ČSD: 22 db
- SHS: 32 db

A rossz minőségű hengerolaj és a széles tolattyúgyűrűk költséges fenntartása ösztönözte a MÁV-ot arra, hogy megmaradt mozdonyok tolattyúit a kisebb súrlódású keskenygyűrűs kivitelűre alakítsa át. Ezt az 1920-ban elrendelt módosítást az Államvasutak egybekötötte a túlhevítős mozdonyai tolattyúméreteinek szabványosításával. Ennek során a 327-esek tolattyú-átmérői és a túlfedések értékei is változatlanok maradtak. A tolattyúk átalakítását követően a korábban kiszerelt túlhevítőelemeket újra visszaszerelték.
A MÁV 1926. január 1-jétől az állagában maradt mozdonyokat új pályaszámcsoportokba tervezte sorolni. Az itt maradt 23 db ikergépezetű mozdony kijelölt pályaszámtartománya a 327,501–523, míg a két kompaund mozdonyé 327,701–702 volt. Az átszámozást végül nem hajtották végre.
A Magyarországon maradt 327-esek 1920-as–30-as évekbeli eloszlását az alábbi táblázat szemlélteti:
| A 327 sorozatú mozdonyok állomásítása az 1920–30-as években | A 327 sorozatú mozdonyok állomásítása az 1920–30-as években | A 327 sorozatú mozdonyok állomásítása az 1920–30-as években | A 327 sorozatú mozdonyok állomásítása az 1920–30-as években | A 327 sorozatú mozdonyok állomásítása az 1920–30-as években |
| Honállomás                                                  | 1925. október                                               | 1927. május                                                 | 1930. március                                               | 1933. január                                                |
| ----------------------------------------------------------- | ----------------------------------------------------------- | ----------------------------------------------------------- | ----------------------------------------------------------- | ----------------------------------------------------------- |
| Szolnok                                                     | –                                                           | 2                                                           | 3                                                           | 3                                                           |
| Cegléd                                                      | 14                                                          | 4                                                           | –                                                           | –                                                           |
| Hatvan                                                      | –                                                           | 9                                                           | 10                                                          | 10                                                          |
| Salgótarján                                                 | 3                                                           | –                                                           | –                                                           | –                                                           |
| Szombathely                                                 | –                                                           | 7                                                           | 9                                                           | 9                                                           |
| Dombóvár                                                    | 8                                                           | –                                                           | –                                                           | –                                                           |
| Békéscsaba                                                  | –                                                           | 3                                                           | 3                                                           | 3                                                           |

A mozdonyok havi átlagos futásteljesítménye az 1930-as évek közepén, gyorsvonati felhasználásának megfelelően viszonylag magas, 3230 km volt.
A mozdonytípusnál az 1930-as évek elején újra előfordultak keretrepedések a mozdony első kapcsolt kerékpár jobb oldali tengelyágya fölött. A vizsgálatok megállapították, hogy a rossz minőségű pályákon a hátsó két kapcsolt tengely valamelyikének ágyai gyakran felütöttek, ilyenkor rövid időre az elülső kapcsolt kerékpárok tehermentesültek, a keret pedig nagy támaszközű, a forgócsapnál és a hátsó tengelyágyaknál alátámasztott kéttámaszú tartóként viselkedett, melynek felezője (így hajlítónyomaték-maximuma) éppen az első kapcsolttengely-ágyak feletti, a kivágás miatt kisebb szerkezeti magasságú (és így kisebb keresztmetszetű) keretrész környékére esett. A tengelyágy-kivágást erősítő keretkötő pedig nem bírta ezt a terhelést, így elszakadt. Az egyébként kellően biztosított keretszerkezet miatt balesetveszélyt nem jelentő hibát a keretlemez foltjavításával és a nem megfelelő keretkötő megerősítésével orvosolták.

### Haladva a korral
A gőzmozdonyok fejlődése a 327-esek üzembe helyezése után sem állt meg, a MÁV pedig ezen a típuson is igyekezett az időközben sikeresen kipróbált megoldásokat alkalmazni.
A MÁV 442 és 328 sorozatú mozdonyainak túlhevítőinél már nem alkalmazott csappantyúkat és e járművek túlhevítőelemei nem károsodtak a korábbiaknál nagyobb mértékben. Ezt figyelembe véve, valamint a szervomotorok működésében felmerült nehézségek miatt a 327 sorozatú mozdonyok túlhevítő-védőszekrényeinek csappantyúit 1923-tól fokozatosan leszerelték, a szervomotor gőzhengerét kiiktatták.
A dugattyúrudak tömítéseit 1926-tól jobb tömörségű Hauber-rendszerű fémtömítésekkel pótolták. Mivel a tapasztalatok alapján a sűrített levegővel kevert gőzzel való fűtés nem vált be, ezért azt a két háború között hagyományos gőzfűtésre alakították. A 327-eseket a MÁV többi korszerű mozdonyához hasonlóan a hatásfok javítására Friedmann–Metcalfe-rendszerű LF osztályú X/10. számú fáradtgőz-lövettyűvel látta el, melyet a bal oldali frissgőz-lövettyű helyére szerelték fel. A berendezés a szénfogyasztást 6–9%-kal csökkentette.
Az először a 328 sorozatú mozdonyok egy részén kedvező eredménnyel kipróbált megoldást követve, 1929-től a 327 sorozatú mozdonyokat is Wagner-rendszerű szelepes gőzszabályzóval szerelték fel. Az első évben öt mozdonyt láttak el ilyen szabályozóval.
1930-tól a forgós kazánlefúvató-váltókat 50 mm-es kazánlefúvató-tolattyúkra cserélték és a mozdonyokat 24 nyílású Süss–Friedmann-rendszerű FSA-jelű hidegkenő-szivattyúval is ellátták. Ugyanezen évtől a 327-esek Westinghouse-légszivattyúit is Friedmann-rendszerű Dk-jelű kenőszivattyúval látták el és Olva visszacsapószelepeket szereltek fel. A tűzcsövek cseréjekor a vörösrézkúpokat lágyvasból készültekkel pótolták.
1933-tól a dugattyúk keresztfejhez csatlakozó végének méretét megnövelték. A Duna–Száva–Adria Vasút mozdonyain alkalmazott kivitelt átvéve 1934-től a dugattyúrudakra a jóval olcsóbb és kevesebb karbantartást igénylő D.S.A.-rendszerű öntöttvas tömítések kerültek.
1939-től az ikergépezetű mozdonyok Ricour–szelepeit a nagyobb átömlő-keresztmetszetet biztosító ún. kosaras tolattyú légszelepekre cserélték.

### Románia
A CFR a mozdonyokat az eredeti, MÁV-számozás megtartásával üzemeltette tovább. A 61 db-os flottájával a 327-es rövid ideig a CFR legnépesebb gyorsvonati mozdonysorozata volt. Honos fűtőházuk Brassó, Madéfalva (Csíkcsicsó), Arad, Nagyvárad és Nagyszeben voltak, ahonnan gyorsvonati szolgálatot teljesítettek. A két háború között a romániai 327-esek Arad–Brassó között, kettesével kapcsolva a híres Orient expresszt is továbbították. A mozdonyokat vegyes, olaj+szén tüzelésűre alakították át.

### Csehszlovákia
A ČSD az első években szintén a korábbi sorozat- és pályaszámokon üzemeltette a járműveket. A Monarchia vasúttársaságai járműparkjának végleges felosztása után, 1925-ben bevezetett jelölési rendszernek megfelelően a mozdonyokat és szerkocsijukat külön-külön sorozat- és pályaszámmal látták el: a mozdonyok a 374.001–22, a szerkocsik a 620.101–22 pályaszámokat kapták. A szerkocsik jelölése 1925-ben 920.101–22-re módosult.  A mozdonyszemélyzet által egyszerű szerkezetük miatt is kedvelt típus Pozsonytól Párkányig, Zsolnáig, illetve az osztrák határnál lévő Marcheggig továbbította a gyorsvonatokat. A nagyobb teljesítményű mozdonyok forgalomba állításával Szlovákia más területeire is eljutottak. Északi szomszédunknál a járműveket a kúpos füstszekrényajtók helyett lapos, csak kissé domborodó, központi zárású ajtókkal szerelték fel. Az első bécsi döntést követően a MÁV-nak át nem adott 13 példányt a Szlovák Vasutak (SŽ) változatlan pályaszámon vette állagba.

### Jugoszlávia
Az SHS eredeti pályaszámain vette állagba a mozdonyokat. Jogutódja, a JDŽ 1933-ban a járművek jelölését a 02-001–032 pályaszámokra változtatta. A járművek gyors- és személyvonatokat továbbítottak a Zágráb–Fiume, majd az 1930-as években egyéb vonalakon.

## „Repartíciós” mozdonyok és a második világháború évei
A MÁV mozdonyállaga – így a 327 sorozatú mozdonyok száma is – jelentősen bővült a bécsi döntések és Bácska visszacsatolása következtében. Így:
- a ČSD 9 db-ot adott át,
- a Észak-Erdély átvételekor a CFR 2 db-ot hagyott hátra,[14]
- míg a JDŽ-től a délvidéki bevonuláskor 4 db, valamint a még abban az évben megszületett Római Egyezmény alapján a többi 28 db mozdony is[15] a MÁV-hoz került.

Valamennyi mozdony az eredeti MÁV-pályaszámát kapta vissza.
A 327-esek közül 1943-ban 10 db Cegléd, 10 db Székesfehérvár, 3 db Érsekújvár, 9 db Kassa, 10 db Szombathely, 7 db Debrecen, 6 db Marosvásárhely, 5 db Békéscsaba, míg 4 db Szabadka fűtőházhoz tartozott. A tapasztalatok szerint a mozdonyok a háború éveiben 100 elegytonna-kilométerenként 8,5–8,7 kg szenet és 5,3 gramm meleg-, illetve 20,8 gramm hidegkenő-olajat fogyasztottak.
Mivel a 327-esek a csúcssínrögzítővel fel nem szerelt C.IV. típusú kitérőkben kitérő irányban fordított állásban több alkalommal kisiklottak, ezért közlekedésüket ezen kitérőkben szerkocsival előre a továbbiakban csak a kitérő egyenes állásában engedélyezték.
1944–1945-ben a harci cselekmények folytán további 23 db CFR-tulajdonú 327-es került Magyarország területére.

## A második világháborút követő évek
A harcok befejezése és az országhatárok 1945. júniusi „megszilárdulása” után a MÁV-cégjelű 327 sorozatú mozdonyok közül 32 db maradt csak az újra hivatalossá vált trianoni határok között. Ezek közül
- 13 db működőképes volt,
- 6 db javítás alatt állt,
- 13 mozdony javítatlanul félre volt állítva.

Ez utóbbiak közül hét mozdony „roncs”, azaz erősen sérült, hiányos állapotú volt, de a többiről is hiányoztak kisebb armatúrák, sőt akár komolyabb gépelemek is.
A fentieken kívül 25 db CFR-cégjelű (ebből húsz működőképes) példány is az országban volt.
A cégjeltől függetlenül a működőképes 327-esekre a Vörös Hadsereg „T–CCCP” hadizsákmány-jele (T=трофейный, azaz zsákmány) került.

### A „restitúció”
Már 1945-ben megkezdődtek az egyes országok között kisebb járműcserék, mely az idegen eredetű mozdonyok korábbi (alapvetően a háború és a repartíciók előtti) tulajdonosa részére történő visszaszolgáltatást jelentette. 1946 áprilisáig két 327-es került haza osztrák területről, míg a MÁV 1945 decemberében és 1946 februárjában egy-egy példányt adott vissza a CFR-nek. A háború után az országgyarapodás és a harci cselekmények során állagba került járműveket bizonytalan jogi státuszuk miatt a MÁV elkülönítve tartotta nyilván. Így például 1946-ban
- 13 db törzsállagba tartozó[16] (ebből 8 db „T-jelű”, 1 db időközben Ausztriából hazatért),
- 17 db jugoszláv (ebből 6 db „T-jelű”, 1 db Ausztriából hazatért) és 4 db csehszlovák repartíciós (ebből 1 db „T-jelű”),
- 22 db korábban CFR-cégjelű (ebből 18 db „T-jelű”)

327-es volt a hazai hálózaton, melyek közül 8 db Cegléd, 6 db Sátoraljaújhely, 9 db Debrecen, 8 db Hatvan, 9 db Szombathely, 11 db Miskolc, míg 5 db Békéscsaba honállomású volt.
Az 1947-ben megkötött magyar-szovjet járműegyezmény nyomán a területi revíziók előtt is magyar tulajdonban volt járművekről a „T”-jelet eltávolíthatták.
A már említett járműcserék, valamint az egyes országok között, a háború alatt összekeveredett járműpark rendezéséről, „restitúciójáról” született megállapodások nyomán a két említetten kívül
- 1948 novemberében Ausztria szovjet megszállási övezetéből 6 db (közte két jugoszláv repartíciós),
- 1949 decembere és 1950 októbere között a Németország szovjet megszállási övezetéből 4 db (2–2 db jugoszláv és csehszlovák repartíciós),
- 1950 júniusában Ausztria angol megszállási övezetéből kettő, júliusban az amerikai övezetből pedig egy (mindhárom jugoszláv repartíciós) 327-es tért haza.

Ugyanakkor a magyar állam
- 1947 októbere és 1948 októbere között 17 db (köztük 13 „T”-jelű), korábban CFR-tulajdonú 327-est adott vissza Romániának.

### Az „új” példányok
Egy román eredetű, valamint a hazánkban maradt, eredetileg repartíciós mozdonyok közül a „T”-jellel el nem látott példányok nagy részét, összesen 14 db 327-est 1947–1948-ban a MÁV – általában fővizsga keretében – úgynevezett „szabványosító átalakításnak” vetett alá, melynek deklarált célja az volt, hogy a mozdonyok lehetőség szerint azonos kivitelűek legyenek a végig a MÁV-nál szolgált példányokkal (pl. a szomszéd vasutak által végrehajtott átalakítások eltüntetése, magyar nyelvű feliratok alkalmazása). Ezeket a mozdonyokat új pályaszámokkal látták el: a legutolsó újonnan gyártott mozdony, a 327,138-as után sorolták be őket 327,139–152 pályaszámokkal. Valójában az átszámozásnak a célja ezen bizonytalan státuszú mozdonyok MÁV-törzsállományba való átmozgatása, egyben a szomszéd országok előli „elrejtése” volt. A 327,143 pályaszámot kapott mozdonyhoz R-jellegű szerkocsi hiányában S322 sorozatú szerkocsit kapcsoltak. Ehhez a szerkocsi kapocsszekrényét a 327 sorozathoz kellett átalakítani. Az átalakítást követően a szerkocsi új (QII) jellegmegjelölést és a mozdonyhoz igazodó pályaszámot kapott: Q327,143 pályaszámon állt forgalomba.

## Az ötvenes évek
A mozdonyok állagrendezése az 1950-es évek első felében is folytatódott. A négy még itt levő CFR 327-es közül Magyarország 1951-ben egyet adott vissza Romániának. Másik hármat a MÁV még ebben az évben átcégjelezte és saját állagába sorozta, de külön nyilvántartásuk csak 1959-ben, a két állam egymással szemben fennálló további követeléseiről való kölcsönös lemondással szűnt meg. Végezetül a ČSD-től 1952-ben egy elfogadható állapotú, a PKP-től 1952-ben és 1953-ban 2–2 db (utóbbiak volt jugoszláv repartíciós gépek) üzemképtelen, lefosztott 327-es került még haza. 1951-ben 11 db mozdony Hatvan, 7 db Tapolca, 16 db Sátoraljaújhely, 5 db Szeged, 12 db Békéscsaba honállomású volt.
A mozdony újrafelosztásának befejezése után a MÁV-nak 56 db 327 sorozatú mozdonya maradt.
1954-ben az üzemelő 327-esek közül 27 db a miskolci, 18 db a szegedi, 8 db pedig a szombathelyi igazgatóság területén dolgozott.
1956-ra 10 mozdonyt a miskolci területről a budapesti igazgatóság területére helyeztek át.
A típus legnagyobb sebességét kitérőkben annak kitérő irányában állásban egyenes állásban (mozdonnyal előre) 20, fordított állásban (szerkocsival előre) 10 km/h-ra korlátozták. A C. IV. típusú kitérők kitérő állásában a 327-esek nem közlekedhettek.
1954-ben a MÁV többi gőzmozdonyához hasonlóan a füstszekrényajtóra felfestették a fehér keretű, ötágú vörös csillagot.
A 327-esek darabszáma az 1950-es évek közepén 53 db üzemelő + 3 db CFR-eredetű, javítatlanul félreállítva tárolt mozdony volt.
A 327,119 pályaszámú mozdony az 1950-es évek végén egy, korábban egy 203 sorozatú mozdonyhoz tartozó N jellegű szerkocsival összekapcsolva közlekedett.

### Kisebb korszerűsítések
1952-től a vörösréz tűzszekrényeket 12 mm (illetve a csőfalnál 17 mm) vastag lágyacéllemezekből hegesztéssel készült kivitelre cserélték.
Az 1950-es évek szénellátási nehézségei miatt a MÁV 1954-ben több mozdonyát kiegészítő olajtüzeléssel látta el. A 327-esek közül Tapolca fűtőház nyolc mozdonyára kerültek fel a szükséges berendezések (olajporlasztók, lángbolt, téglafalazat, egyéb szerelvények). A szerkocsikon gőzzel fűthető fűtőolajtartályt helyeztek el.
1953-tól a nagyjavításra kerülő 327-esek tüzelőajtaját fokozatosan a 301 és 424 sorozatnál már alkalmazott kivitelű, kétszárnyú tolóajtóra cserélték ki.
Ezzel párhuzamosan, 1954-től pedig a meglévő egyszárnyú tüzelőajtókon a fűtőházak kivitelezésében kezelőnyílást alakítottak ki. Mivel a Magyar Optikai Művek 1954-ben beszüntette a régebbi típusú kenőszivattyúk alkatrész-ellátását, így a 327 sorozat melegkenő-szivattyúi helyére is megkezdték az FSA típus felszerelését. Ugyanezen évtől kezdve a füstszekrénybe Erdődi–Osgyán-rendszerű szikratörőt szereltek.
1955-től a vezetőállásokat fűtéssel látták el, melyet a kenőszivattyú gőzvezetéke táplált. Szintén 1955-től a csappantyús gőzfúvókat cserélhető betétes, állandó keresztmetszetű kivitelre cserélték.
Két mozdonyt rostélyuk lefalazásával ugyanezen évben tisztán olajtüzelésűre alakítottak át. Az egyik átalakított jármű egy tapolcai honállomású vegyes tüzelésű, a másik egy békéscsabai széntüzelésű példány volt – ez utóbbit átalakítása után egy vegyes tüzelésű példányért cserébe szintén Tapolca fűtőházához helyezték át.
Az egyetlen megmaradt kompaund kivitelű mozdonyt, a 327,501-est 1955-ben az Északi Járműjavító főjavítás keretén belül ikergépezetűvé építette át. A kazánnyomást 12 bar-ra csökkentették és a gépezetet is a többi 327-essel azonos kivitelűvé alakították. A mozdonyba kísérletképpen a 324,821 pályaszámú mozdonyon kipróbált és arról leszerelt ISTER füstgázelszívó ejektort (közismert nevén: kéménytorok-csillagfúvót) és nagy átmérőjű kéményt (vasutas szlengben: „vödör-kémény”) szereltek. A kémény teljes hossza majdnem 2 méter lett, de ennek több mint felét a füstszekrénybe süllyesztették. Átmérője alul 435, felül 650 mm lett. A kémény alsó mintegy ¼-e, az ún. keverőtér nem kúpos, hanem hengeres kivitelű volt, alsó pereme pedig tölcsérszerűen kibővült. A mozdony új pályaszáma 327,1501 lett. A kísérleti fúvót és kéményt 1956-ban eltávolították és a mozdonyra szabványos kéményt és körkónuszos fúvót, valamint a füstszekrénybe Erdődi–Osgyán-rendszerű szikratörőt szereltek.
1956-ban elrendelték a mozdonyok pályaszámainak felfestését fehér olajfestékkel a mozdony elejére és a szerkocsi végére. Elöl a pályaszámot a kúpos füstszekrényajtó miatt a füstszekrénytartóra festetették fel.
Az 1950-es években végrehajtott számos kisebb módosítás közül a mozdonyok külsejét is befolyásolta hosszkazán két oldalára 1954-től felszerelt, a homoktartályok utántöltését megkönnyítő hágcsó és az 1957-től felszerelt szerkocsi-védfal. A kétszárnyú tüzelőajtó nyitását a kazánhátfalon elhelyezett hidegkenő-szivattyú megnehezítette, ezért 1957-től azt előre, a henger és keresztfej-vezeték közötti merevítő tartóra helyezték át. Mivel a harmadik kapcsolt tengelyeknél továbbra is előfordultak felütések, ezért a típus hajtó- és kapcsolt kerékpárjainak hordrugóit 1957-től ívelt rugólapokból készítettekkel cserélték ki.
A még a háború előtt megkezdett kísérletek nyomán a 327 sorozatú mozdonyok vörösréz tűzszekrényeit is fokozatosan acélból készítettel pótolták.
1958-ban a 327-eseken a festett fehér feliratok helyett elöl füstszekrényajtóra, hátul a festett felirat helyére fekete alapon fehér karakterekkel feliratozott, zománcozott pályaszámtáblát szereltek.
1959-től a Szász-rendszerű vízkapcsolatokat tömlős kivitelűre cserélték.

## Az utolsó évtized
A mozdonyok kazánjának kímélésére 1960-tól vegyszeres, úgynevezett Antidur-vízlágyítást alkalmaztak, amely feleslegessé tette a Pecz–Rejtő-féle víztisztítók alkalmazását. Ezért a víztisztítókat 1961-től, a hengerkazánok újításakor leszerelték, és a tápfejeket a hosszkazán második övének két oldalára, a kazán középvonalába helyezték át.
Ugyancsak 1960-tól a tehervonati légfékezés bevezetése nyomán a mozdonyok és a szerkocsik fékrendszerébe a gyorsműködésű kormányszelep és a fékhenger közé tehervonati/személyvonati (Gz/Pz, illetve G/P) váltót szereltek.
A három, CFR-től származó járművet bizonytalan státuszuk miatt az 1950-es években már nem javították meg, tulajdonjoguk rendezése után pedig 1960-ban – a sorozat hazánkban maradt tagjai közül elsőként – leselejtezték. A mozdonyok főkeretét a többi 327-es javításánál cserealkatrészként használták fel.
A típus legjelentősebb átalakításaként a mozdonyokra 1960 októberétől az esedékes fővizsgák és főjavítások keretében a végleges kivitelű kéménytorok-csillagfúvót és a kísérletivel azonos, nagy átmérőjű kéményt szereltek. A kémény tetejébe Helm-féle szikratörő került. Az átalakítás során a füstszekrénytartót nyílásainak befedésével nyomáskiegyenlítő-tartállyá alakították. Az elsőként átalakított példányok a 327,003 és a 327,147 pályaszámú gépek voltak. A mozdonyok a 424 sorozatnál alkalmazott nagyméretű füstterelő lemezeket nem kaptak, egyes példányok kéménye mögé azonban felszereltek a szállításkor alkalmazotthoz hasonló, de annál valamivel nagyobb, galléros füstterelőket.

### A vég
Az 1960-as évek elejétől megindult a vontatás korszerűsítése. A második ötéves terv keretében villamosított Hatvan–Miskolc vasútvonalról ötven gőzmozdony vált feleslegessé. 1963-ban a MÁV száz ТЭ sorozatú gőzmozdonyt (a háború után hadizsákmányként a Szovjetunióba került német 52 sorozatú hadimozdonyt) vásárolt az СЖД-től és 1965-től megindult az M62 sorozatú dízelmozdonyok üzembe állítása is. Ezek nyomán számos 424 sorozatú mozdony szabadult fel a tehervonati szolgálatból és vették át az öregebb gyorsvonati mozdonyok feladatait. A 327-esek állománya az említett három mozdonytól eltekintve egészen az 1962-ig nem változott, azonban ekkor a fent említett okokból – másrészt mivel a mozdonyok kazánjai elérték az 50 éves élettartam-határt, és új kazánok beépítése már nem látszott célszerűnek – megkezdődött a típus előbb lassú, majd tömeges selejtezése, amit az évtized végéig teljesen be is fejeztek:
- 1962-ben 3 db,
- 1963-ban 2 db,
- 1964-ben 13 db,
- 1965-ben 23 db,
- 1966-ban 7 db,
- 1967-ben 2 db,
- 1968-ban 2 db,
- 1969-ben 1 db 327 sorozatú mozdonyt töröltek a MÁV mozdonyállagából.

Huszonöt mozdony szerkocsiját nem bontották el, hanem azokat 324 sorozatú mozdonyokhoz kapcsolva üzemeltették tovább.

### Románia
Délkeleti szomszédunknál a 327-esekre még szintén hosszabb szolgálat várt: az 1960-as évek közepéig továbbítottak személyvonatokat a Brassó–Madéfalva (Csíkcsicsó)–Déda–Marosvásárhely–Székelykocsárd, a Brassó–Tövis és Brassó–Nagyszeben vonalakon. A sorozat nagyarányú selejtezésére 1965. és 1970. között került sor. Az utolsó 327-est, a 327.021 pályaszámút egy évvel az utolsó MÁV-mozdony után, 1970-ben selejtezték Szatmárnémeti fűtőházánál.

### Csehszlovákia
A második világháború után a 9 db repartíciós ČSD-mozdony közül 3 db, valamint 3 db JDŽ- és 5 db MÁV-eredetű mozdony került a Csehszlovák Államvasutak állagába. Ez utóbbi további három mozdonyt a JDŽ-nek adott vissza. A korábban MÁV-állagú 327-eseket az 1950-es évek elejéig selejtezték. Az 1950-es évek közepén még 14 db 374-es volt állagban. Az 1955–1956 évi téli ünnepi forgalom ellátására a ČSD 10 db 374-est kölcsönadott a MÁV-nak. A mozdonyok selejtezése az 1950-es évek második felében folytatódott. Az állagból törölt mozdonyok egy részét fűtőkazánként még néhány évig felhasználták. A sorozat utolsó tagjait Eperjes fűtőházánál vonták össze. A Csehszlovák Államvasutak 1964. végére fejezte be a mozdonyok selejtezését.

## Napjainkban
Mára már csak egyetlen 327-es lelhető fel: a 327,141 pályaszámú mozdony eredetileg 1912-ben készült a Magyar Királyi Állami Vasgyárakban 2993-as gyári számmal és 327,016 pályaszámon került a MÁV állagába. Az első világháború után az SHS állagába került, majd a JDŽ-nél a 02-016 pályaszámot kapta. A jármű 1941-ben került vissza a MÁV-hoz, ahol az eredeti számát kapta vissza. 1948-ban a „szabványosító” átalakítással egy időben 327,141-re számozták át. 1969. november 4-én, az akkor hozzá kapcsolt R327,026 pályaszámú szerkocsival együtt – a sorozat utolsó tagjaként – Hatvanban selejtezték, majd Hatvan és Füzesabony térségében guruló fűtőkazánként használták. Ezen időszak alatt vesztette el hengereit, rudazatát, még egy pakuratartályt is felszereltek a szerkocsira. 1988. december 21-én Füzesabonyban a mozdony kazánja kezelési hiba következtében víz nélkül maradt, emiatt a csőfal bal oldala a szegecskötésnél 2 cm-nyit behajlott. Ekkor végleg kihunyt a tűz az utolsó 327 sorozatú mozdony kazánjában is. A járművet 1989. szeptember 7-től az Istvántelki Főműhelyben tárolják és „védett műszaki emlék”-ké minősítették. Jelenleg – sajnos egyre pusztuló állapotban – várja sorsa jobbra fordulását, azaz kiállítható állapotúra történő felújítását.

## Típusadatok
| A 327 sorozat változatonként eltérő típusadatai | A 327 sorozat változatonként eltérő típusadatai | A 327 sorozat változatonként eltérő típusadatai |
| ----------------------------------------------- | --- | ----------------------------------------------- |
| Pályaszám                                       | MÁV 327,001–138 →CFR 327.002..137 →ČSD 327.029..136 →SHS 327,001..138 →ČSD 374.001–22 →JDŽ 02-001–032 →SŽ 374.003..20 →MÁV 327,139–152 MÁV 327,1501← | MÁV 327,501–502                                 |
| Gyártásban                                      | 1912–1914 | 1912.                                           |
| Szerkezetszám                                   | 1021–4 | 1031                                            |
| Darabszám                                       | 138 | 2                                               |
| Jelleg                                          | 2'C–h2 | 2'C–h2v                                         |
| Ütközők közötti hossz                           | 19 770 mm (19 756 mm) | 19 770 mm                                       |
| Magasság                                        | 4 570 mm 4 650 mm 4 590 mm | 4 570 mm 4 650 mm                               |
| Össztengelytávolság                             | 8 280 mm 8 460 mm | 8 460 mm                                        |
| Tengelytávolság szerkocsival                    | 16 314 mm 16 494 mm (16 468 mm) | 16 494 mm                                       |
| Üres tömeg                                      | 56,86 t | 58,92 t                                         |
| Szolgálati tömeg                                | 62,88 t | 64,8 t                                          |
| Szolgálati tömeg szerkocsival                   | 115,16 t (116,02 t) | 117,08 t                                        |
| Tapadási tömeg                                  | 42,41 t | 43,07 t                                         |
| Legnagyobb tengelyterhelés                      | 14,14 t | 14,36 t                                         |
| Hengerek átmérője                               | 550 mm | –                                               |
| Nagynyomású henger(ek) átmérője                 | – | 525 mm                                          |
| Kisnyomású henger(ek) átmérője                  | – | 780 mm                                          |
| Gőznyomás                                       | 12 bar | 15 bar                                          |
| Teljesítmény                                    | 840 LE | 900 LE                                          |
| Gépezeti vonóerő                                | 76,03 kN | 86,62 kN                                        |
| Tapadósúlyból számított vonóerő                 | 66,51 kN | 69,06 kN                                        |
| Szerkocsi típusa                                | R (QII) | R                                               |